# بلا وارگا (کشتی‌گیر)
بلا وارگا (مجاری: Béla Varga; ۲ ژوئن ۱۸۸۸ – ۴ آوریل ۱۹۶۹) کشتی‌گیر اهل مجارستان بود.
وی در مسابقات کشوری و بین‌المللی در مجموع برندهٔ ۱ مدال برنز شده‌است.